# Adigeja
Adigeja (uradno Republika Adigeja, rusko Респу́блика Адыге́я, adigejsko Адыгэ Республик, Adige Respublik) je avtonomna republika Ruske federacije v Južnem zveznem okrožju. Popolnoma jo obdaja Krasnodarski okraj. Ustanovljena je bila 27. julija 1922.